# Плотницкий, Дмитрий Анатольевич
Дмитрий Анатольевич Плотницкий (бел. Дзмітрый Анатолевіч Платніцкі; род. 26 августа 1988, Брест) — белорусский легкоатлет, специалист по тройному прыжку. Выступал за сборную Белоруссии по лёгкой атлетике в 2000-х и 2010-х годах, обладатель бронзовой медали чемпионата Европы среди юниоров, многократный победитель и призёр первенств национального значения, участник трёх летних Олимпийских игр. Мастер спорта Республики Беларусь международного класса.

## Биография
Дмитрий Плотницкий родился 26 августа 1988 года в городе Бресте Белорусской ССР.
Занимался лёгкой атлетикой в Брестской областной специализированной детско-юношеской школе олимпийского резерва и в Брестском областном комплексном центре олимпийской подготовки. Тренер — А. Т. Сидорук.
Впервые заявил о себе на международном уровне в сезоне 2006 года, когда вошёл в состав белорусской сборной и выступил на юниорском мировом первенстве в Пекине, где в зачёте тройного прыжка стал четвёртым.
В 2007 году в той же дисциплине завоевал бронзовую награду на юниорском европейском первенстве в Хенгело. Будучи студентом, представлял Белоруссию на Универсиаде в Бангкоке — с результатом 16,50 занял здесь пятое место.
Благодаря череде удачных выступлений удостоился права защищать честь страны на летних Олимпийских играх 2008 года в Пекине — на предварительном квалификационном этапе тройного прыжка показал результат 16,51 метра, чего оказалось недостаточно для выхода в финал.
В 2009 году был шестым на молодёжном европейском первенстве в Каунасе.
В мае 2010 года на соревнованиях в Бресте установил свой личный рекорд в тройном прыжке на открытом стадионе — 16,91 метра. Позднее выступил на чемпионате Европы в Барселоне, но в финал не вышел.
В 2011 году стал вторым в Суперлиге командного чемпионата Европы в Стокгольме.
На чемпионате Европы 2012 года в Хельсинки занял седьмое место. Принимал участие в Олимпийских играх в Лондоне — на сей раз в финале прыгнул на 16,19 метра, расположившись в итоговом протоколе соревнований на 12-й строке.
В 2014 году показал 11-й результат на чемпионате Европы в Цюрихе (впоследствии в связи с дисквалификацией россиянина Люкмана Адамса поднялся в итоговом протоколе до десятой позиции).
В 2015 году стал седьмым на чемпионате Европы в помещении в Праге.
На чемпионате Европы 2016 года в Амстердаме занял в финале 11-е место. Выполнив олимпийский квалификационный норматив (16,85), прошёл отбор на Олимпийские игры в Рио-де-Жанейро, где в программе тройного прыжка с результатом 16,52 остановился на предварительном квалификационном этапе.
В 2017 году стал шестым в Суперлиге командного чемпионата Европы в Лилле.
За выдающиеся спортивные достижения удостоен почётного звания «Мастер спорта Республики Беларусь международного класса».